# 小頭鱉屬
小頭鱉屬（学名：Chitra）是鳖科的一屬鱉。

## 下属物种
本属包括以下物种：
- 紋背鱉 Chitra chitra Nutaphand, 1986
  - 暹羅小頭鱉 Chitra chitra chitra
  - 爪哇小頭鳖 Chitra chitra javanensis
- 印度小頭鱉 Chitra indica (Gray, 1831)
- 缅甸小头鳖 Chitra vandijki Mccord & Pritchard, 2003

## 保育狀況
除被列入附录Ⅰ的所有种均被列為《瀕危野生動植物種國際貿易公約》附錄二的物種，被限制出口及貿易。